# Ptarmigan Island
Ptarmigan Island – niezamieszkana wyspa w Zatoce Frobishera, w Archipelagu Arktycznym, w regionie Qikiqtaaluk, na terytorium Nunavut, w Kanadzie. W pobliżu Ptarmigan Island położone są wyspy: Aubrey Island, Beveridge Island, Coffin Island, Emerick Island i Thompson Island.